# Manjeet Singh
Pour les articles homonymes, voir Singh.
Manjeet Singh, né le 12 octobre 1993, à Karnal, est un coureur cycliste indien. Il participe à des compétitions sur route et sur piste.

## Biographie
Originaire de Karnal, Manjeet Singh grandit à Patiala dans le Pendjab. Son père et son grand frère travaillent dans le domaine de la maçonnerie. Il commence à se consacrer au cyclisme durant son adolescence.
Lors des Jeux sud-asiatiques de 2016, il se distingue en remportant l'or dans le contre-la-montre par équipes et l'argent dans le contre-la-montre individuel. La même année, il est sacré champion d'Inde sur route à Sabarimala. Il conserve ce titre national en 2018. 
En 2021 et 2022, il devient champion d'Inde de poursuite par équipes.

## Palmarès sur route
- 2016
  -  Médaillé d'or du contre-la-montre par équipes aux Jeux sud-asiatiques
  -  Champion d'Inde sur route
  -  Médaillé d'argent du contre-la-montre aux Jeux sud-asiatiques
- 2017
  - 3e du championnat d'Inde du contre-la-montre
- 2018
  -  Champion d'Inde sur route
- 2019
  - 3e du championnat d'Inde du contre-la-montre
- 2021
  - 2e du championnat d'Inde du contre-la-montre

## Palmarès sur piste

### Championnats nationaux
- 2021
  -  Champion d'Inde de poursuite par équipes (avec Satbir Singh, Dinesh Kumar, Mula Ram et Punam Chand)
  - 2e du championnat d'Inde de l'omnium
  - 3e du championnat d'Inde de poursuite
- 2022
  -  Champion d'Inde de poursuite par équipes (avec Dinesh Kumar, Mula Ram et Sahil Kumar)
- 2023
  - 3e du championnat d'Inde de poursuite
  - 3e du championnat d'Inde du kilomètre